# Haloragis heterophylla
Haloragis heterophylla es una especie de planta floral perteneciente al género Haloragis, de la familia Haloragaceae, orden Saxifragales. Crece en el bioma desértico o de matorrales secos.
Fue descrita por el botánico francés Adolphe Theodore Brongniart. La especie es válida y aceptada y aparece registrada en una sección de la publicación L.I.Duperrey, Voy. Monde, Phan.: t. 68 de 1831.

## Distribución
Se distribuye por Nueva Gales del Sur, Territorio del Norte, Queensland, Australia del Sur, Tasmania, Victoria y Australia Occidental.